# Memphis Sounds 1974-1975
La stagione 1974-75 dei Memphis Sounds fu l'8ª e ultima nella ABA per la franchigia.
I Memphis Sounds arrivarono quarti nella Eastern Division con un record di 27-57. Nei play-off persero la semifinale di division con i Kentucky Colonels (4-1).

## Roster
| N° | Naz.                   | Ruolo | Sportivo        | Anno | Alt. | Peso |
| -- | ---------------------- | ----- | --------------- | ---- | ---- | ---- |
| 2  | Stati Uniti (bandiera) | G     | Rick Mount      | 1947 | 191  | 79   |
| 4  | Stati Uniti (bandiera) | G     | Chuck Williams  | 1946 | 188  | 79   |
| 6  | Stati Uniti (bandiera) | G     | Freddie Lewis   | 1943 | 183  | 79   |
| 6  | Stati Uniti (bandiera) | G     | Billy Shepherd  | 1949 | 178  | 73   |
| 7  | Stati Uniti (bandiera) | GA    | George Carter   | 1944 | 193  | 95   |
| 9  | Stati Uniti (bandiera) | C     | Mel Daniels     | 1944 | 206  | 100  |
| 11 | Stati Uniti (bandiera) | AC    | Stew Johnson    | 1944 | 203  | 100  |
| 11 | Stati Uniti (bandiera) | AC    | Julius Keye     | 1946 | 208  | 91   |
| 13 | Stati Uniti (bandiera) | A     | Collis Jones    | 1949 | 201  | 92   |
| 15 | Stati Uniti (bandiera) | A     | Jim O'Brien     | 1951 | 201  | 91   |
| 19 | Stati Uniti (bandiera) | GA    | Roger Brown     | 1942 | 196  | 93   |
| 21 | Stati Uniti (bandiera) | G     | Larry Finch     | 1951 | 188  | 84   |
| 25 | Stati Uniti (bandiera) | AC    | Tom Owens       | 1949 | 208  | 98   |
| 31 | Stati Uniti (bandiera) | A     | Ronnie Robinson | 1951 | 203  | 91   |

## Staff tecnico
- Allenatore: Joe Mullaney